# Dístomo-Aràkhova-Andíkira
Dístomo-Aràkhova-Andíkira (grec: Δίστομο-Αράχοβα-Αντίκυρα) és un municipi de la unitat perifèrica de Beòcia, a la perifèria de la Grècia Central, que té com a capital la ciutat de Dístomo.
El municipi es va formar l'any 2011 arran de la reforma del govern local, segons el programa Cal·lícrates, que va suposar la unió de dos antics municipis (Aràkhova i Dístomo), juntament amb l'antiga comunitat d'Andíkira, que van esdevenir unitats municipals.